# سیارک ۱۶۵۸۷
سیارک ۱۶۵۸۷ (به انگلیسی: 16587 Nagamori، نامگذاری:1992SE) شانزده هزار و پانصد و هشتاد و هفتمین سیارک کشف شده‌است که در ۲۱ سپتامبر ۱۹۹۲ کشف شد.